# Christof Niehrs
Christof Niehrs (* 29. April 1962 in Berlin) ist ein deutscher Biologe.
Nach seinem Abitur 1980 studierte er Biochemie an der Freien Universität Berlin. 1990 wurde er von der Universität Heidelberg über das Thema „Charakterisierung und Reinigung von Tyrosylprotein Sulfotransferase“ promoviert. Nach der Promotion wechselte er als Postdoktorand an die University of California in Los Angeles.
1994 übernahm er die Leitung der Abteilung Molekulare Embryologie am Deutschen Krebsforschungszentrum in Heidelberg. 1997 habilitierte er sich an der Universität Heidelberg.
Nach seiner Habilitation 1997 erhielt er im Alter von 36 Jahren einen Ruf auf eine C4-Professur für Biochemie an der Ruhr-Universität Bochum. Es folgte ein Ruf an die Universität Karlsruhe und das Deutsche Krebsforschungszentrum in Heidelberg.
Seit 1999 ist er Mitglied der European Molecular Biology Organization (EMBO). Im Jahr 2000 erhielt Niehrs die EMBO Gold Medal. 2001 wurde er für seine Forschungsarbeit über Wachstumsgene und die genetischen Ursachen der Kopfbildung mit dem Landesforschungspreis Baden-Württemberg ausgezeichnet. 2003 erhielt er den Leibniz-Preis.
2011 wurde Niehrs zum Gründungsdirektor an das Institut für Molekulare Biologie gGmbH (IMB) in Mainz berufen. 2002 wurde er in die Leopoldina aufgenommen. Seit 2007 ist er ordentliches Mitglied der Heidelberger Akademie der Wissenschaften und seit 2012 korrespondierendes Mitglied der Akademie der Wissenschaften und der Literatur in Mainz. 2016 wurde er zum Mitglied der American Academy of Arts and Sciences gewählt.